# Dernière période glaciaire
Ne doit pas être confondu avec Glaciation de Würm.

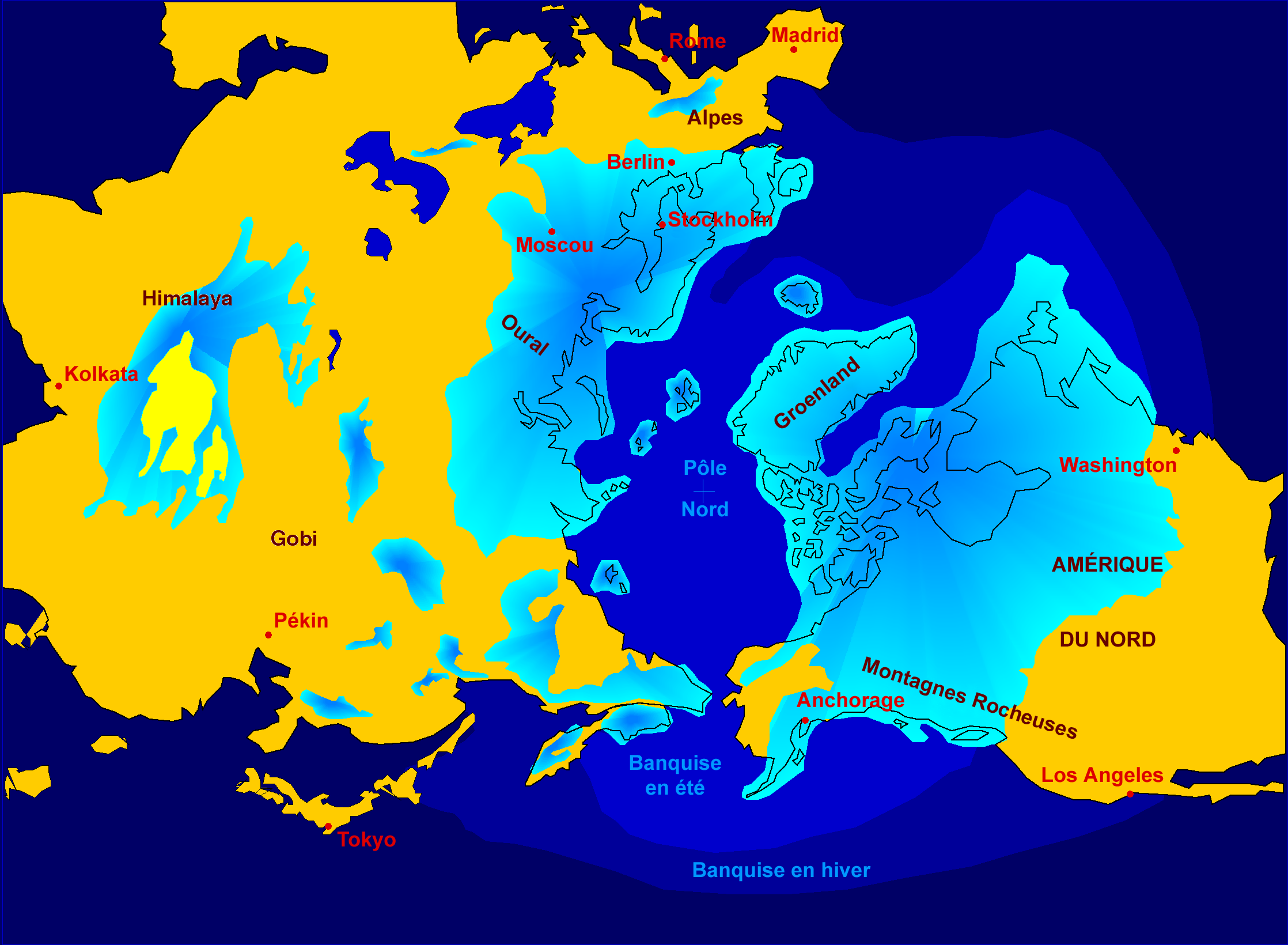
Extension des inlandsis dans l'hémisphère nord lors de la dernière glaciation.

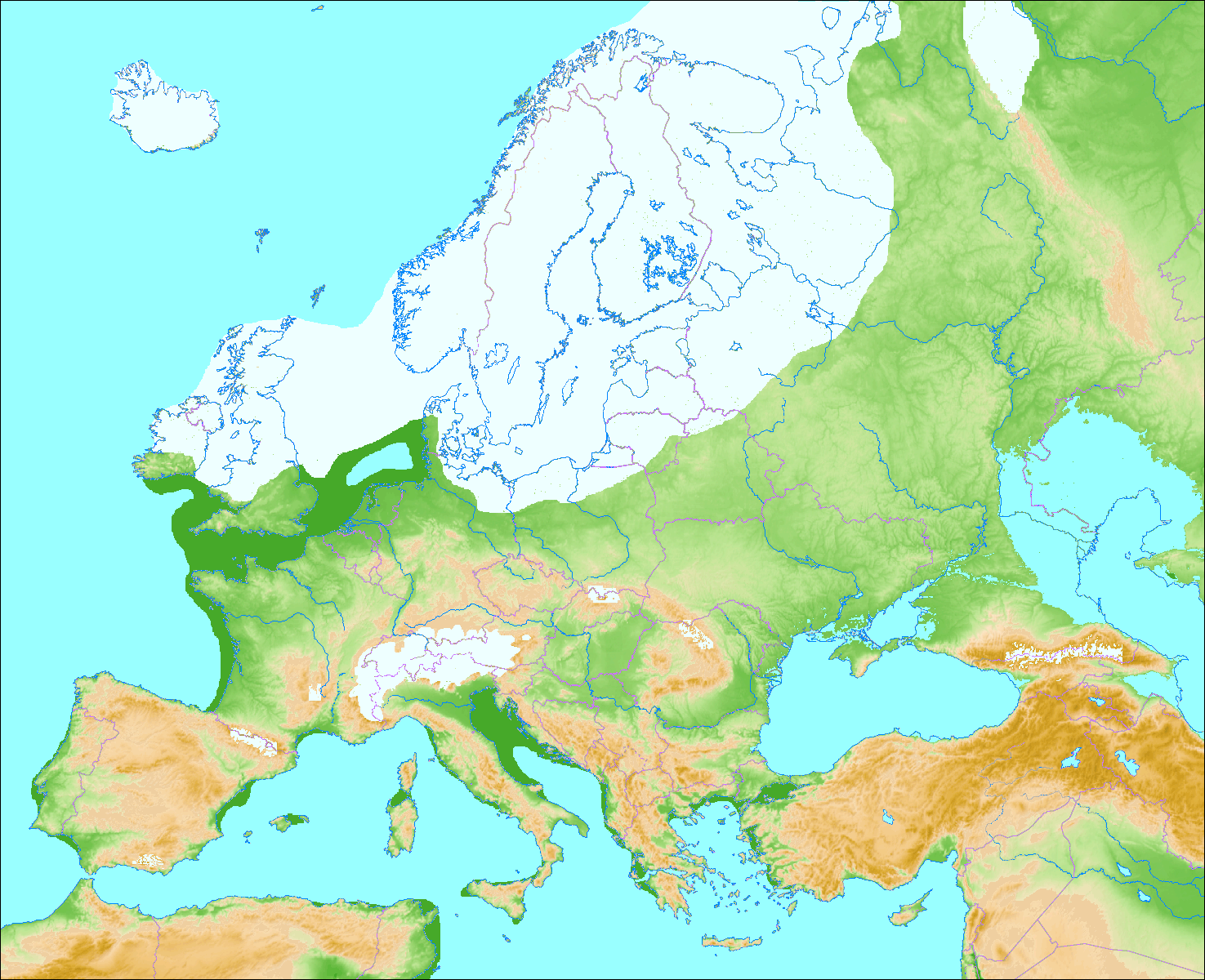
L'Europe au dernier maximum glaciaire, il y a environ 21000 ans.

La dernière période glaciaire est une période de refroidissement global, ou glaciation, qui caractérise la fin du Pléistocène sur l'ensemble de la planète. Elle commence il y a 115 000 ans et se termine il y a 11 700 ans, quand commence l'Holocène. Elle correspond aux stades 2, 3, 4 et 5a-d de la chronologie isotopique, mise au point à la fin du XXe siècle. Le maximum glaciaire a été atteint il y a environ 21 000 ans.
Ses manifestations locales plus ou moins synchrones sont connues sous les noms de glaciation de Würm ou Würmien dans les Alpes, Wisconsinien en Amérique du Nord, glaciation vistulienne ou Vistulien en Europe du Nord, Devensien ou Midlandien dans les Îles Britanniques, Zyriankien en Sibérie, glaciation de Valdaï dans les plaines de Russie occidentale, glaciation de Merida au Venezuela, et glaciation de Llanquihue en Patagonie.
Selon les analyses à ultra-haute résolution de carottes de glace ou de sédiment, la fin de cette période glaciaire a été un basculement climatique brutal (en quelques dizaines d'années seulement), peut-être en lien avec des modifications rapides de la circulation atmosphérique tropicale puis polaire et des courants marins, qui auraient entrainé la sortie de la glaciation. La déglaciation ainsi amorcée s'est ensuite étendue sur environ 8 000 ans,.

## Description

Écosystèmes de la dernière période glaciaire : extension maximale des glaciers et minimale de la forêt équatoriale.

Comme les précédentes glaciations quaternaires, la dernière glaciation est un refroidissement qui a concerné toute la planète. Ce refroidissement a notamment eu pour conséquence une régression marine (une baisse généralisée du niveau des mers) d'environ 120 mètres à son maximum et l'établissement d'un climat périglaciaire en Europe, en Asie du Nord, et en Amérique du Nord, entrainant de profondes modifications de la faune et de la flore.

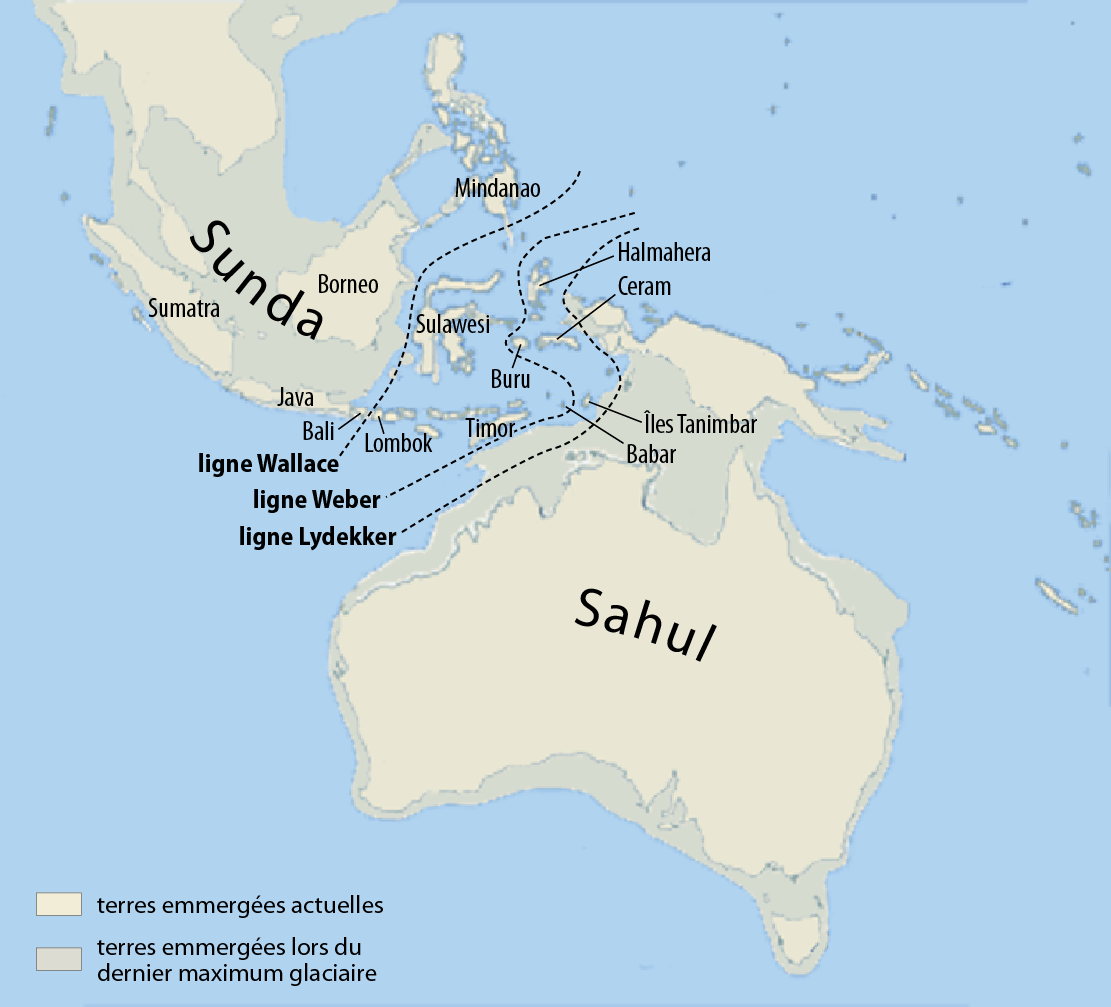
Les ponts terrestres du Sunda et du Sahul lors du dernier maximum glaciaire.

Amorcée par le refroidissement et la croissance des calottes glaciaires, cette régression marine s'est produite assez lentement, le niveau de la mer oscillant d'abord entre -20 et −60 mètres (115 000 à 71 000 ans AP), puis -60 à −90 mètres (71 000 à 26 000 ans AP), avant d'atteindre son point le plus bas il y a environ 21 000 ans, puis de remonter assez rapidement au niveau actuel. Certaines régions furent ainsi exondées, comme la Béringie, située entre la Sibérie et l'Alaska, permettant à la faune, dont la mégafaune (mammouths, équidés, camélidés, cervidés), et aux populations humaines de chasseurs-cueilleurs de passer d'un continent à l'autre. Les îles occidentales d'Indonésie, sous le nom de Sunda, et les îles Britanniques étaient également reliées au continent. Des ponts terrestres apparurent également entre l'Australie, la Tasmanie et la Nouvelle-Guinée, formant ainsi un grand continent nommé « Sahul ».

## Les manifestations locales de la dernière glaciation
Des études, via le programme CLIMAP notamment, visent à reconstituer avec plus de précision la cartographie de la planète lors du dernier maximum glaciaire.

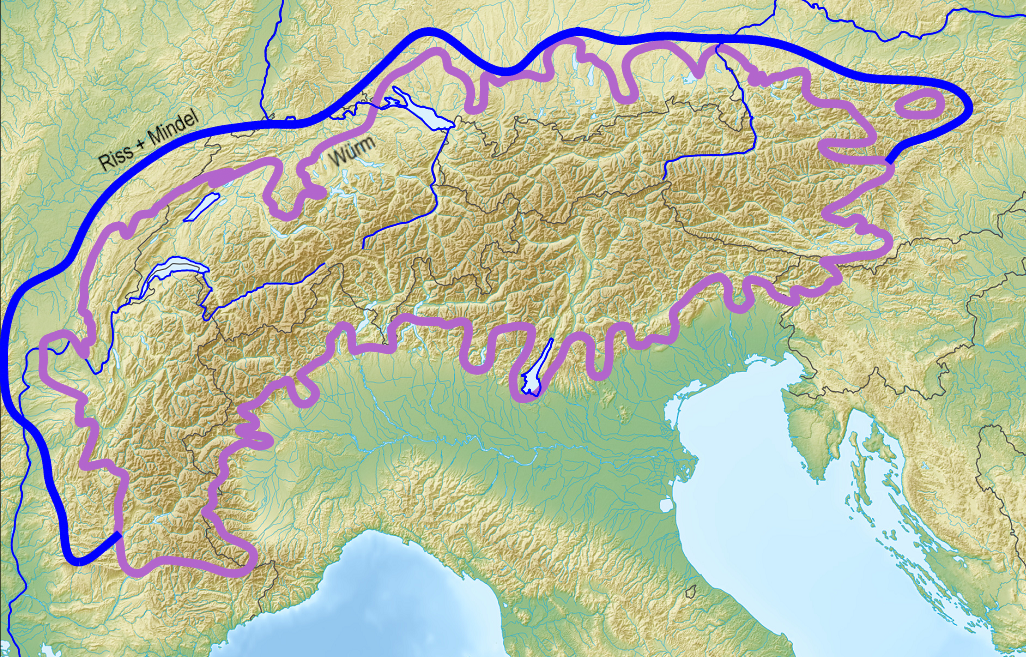
Extension maximale de la glaciation de Würm (en violet) dans les Alpes. En bleu : glaciation de Riss.

### Würmien
La glaciation de Würm est le nom donné à la dernière glaciation du Pléistocène dans les Alpes. Elle a été définie en 1909 par les géologues allemands Albrecht Penck et Eduard Brückner, qui lui ont donné le nom d'un tributaire du Danube, la Würm, comme les glaciations alpines précédentes (Riss, Mindel, et Günz). Sa définition repose sur les observations des conséquences géologiques de la baisse importante des températures moyennes sur une longue période (nappe fluvio-glaciaire, moraines) dans le massif alpin.

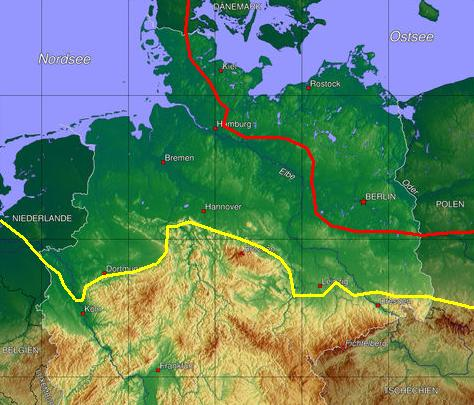
Limites de l'extension glaciaire au Saalien (en jaune) et au Vistulien (en rouge).

### Vistulien
Le Vistulien (Weichselien), ou glaciation de la Vistule, est le nom donné à la dernière glaciation en Europe du Nord (Scandinavie, Pologne, nord-est de l'Allemagne) et est utilisé par extension pour parler de l'ensemble de l'inlandsis eurasiatique. Il tire son nom de la Vistule (Weichsel en allemand), suivant une proposition de Konrad Keilhack adoptée en 1909 par l'Institut géologique de Prusse.

### Devensien
Le Devensien, ou glaciation devensienne, est le nom donné par les géologues britanniques à la dernière période glaciaire dans les Îles Britanniques. Les spécialistes irlandais parlent également de Midlandien, dans la mesure où les manifestations de la dernière glaciation sont particulièrement visibles dans les Midlands d'Irlande.
Le mot « Devensien » est dérivé du latin « Devenses », nom du peuple celtique vivant sur les rives de la Dee (Dēva en latin), un fleuve à la frontière de l'Angleterre et du Pays de Galles près duquel les dépôts de cette époque sont particulièrement bien représentés.
Les effets de cette glaciation peuvent s'observer dans de nombreux traits géologiques en Angleterre, au pays de Galles, en Écosse et en Irlande du Nord. Les dépôts qui y sont liés ont été mis en évidence au-dessus de ceux liés à l'Ipswichien et sous ceux du Flandrien, le stade équivalent de l'Holocène dans les Îles Britanniques.
La dernière partie du Devensien inclut les zones polliniques I-IV et donc les oscillations du Tardiglaciaire, incluant le Bölling-Alleröd, le Dryas ancien et le Dryas récent.

### Wisconsinien
Le Wisconsinien, ou glaciation du Wisconsin, est le nom de la dernière période glaciaire en Amérique du Nord.
Son nom vient de l'État américain du Wisconsin. Elle est contemporaine de la glaciation de Würm dans les Alpes. La calotte glaciaire avançait alors jusqu'à 40° de latitude nord.
Les Grands Lacs sont essentiellement d'origine glaciaire : lors de la fonte des glaciers il y a environ 14 500 ans, d'immenses masses d'eau se sont accumulées dans les bassins, créant des lacs transitoires. Les bassins les plus profonds ont formé des lacs permanents.

### Glaciation de Merida
La glaciation de Mérida a été définie à partir d'observations dans la cordillère de Mérida, au Venezuela. Elle coïncide avec le Würmien et le Wisconsinien, avec deux phases contemporaines du Wisconsinien principal et du Wisconsinien tardif. Le niveau des neiges arrivait 1 200 mètres plus bas qu'aujourd'hui.

### Glaciation de Llanquihue
La glaciation de Llanquihue (en) est le nom de la dernière période glaciaire au Chili,.

## Les traces de la dernière glaciation
La dernière glaciation a laissé de nombreuses traces visibles dans des régions qui, aujourd'hui, ne sont plus recouvertes par les glaces.

### Les dépôts lœssiques
Des accumulations de lœss, sédiments éoliens très fins liés au climat froid, se rencontrent sur de vastes surfaces en Amérique du Nord, sur les plateaux et les plaines d'Europe moyenne, et en Chine septentrionale. Dans l'hémisphère sud, elles concernent surtout l'Argentine (pampa). Transportés par le vent, les lœss forment parfois une épaisse couverture pouvant atteindre jusqu'à 200 mètres en Chine et rendant fertiles les régions concernées. C'est le cas également de la région des Börde (en Allemagne) ou de celle du Shanxi (vallée du fleuve Jaune) en Chine.

### Les dépôts morainiques
La plaine de la Geest (Allemagne) et la plaine polonaise sont caractérisées par des dépôts morainiques quaternaires. Cela donne des paysages de landes (Lande de Lunebourg) ou de collines (Mazurie polonaise) encadrant des fleuves qui coulent vers le nord.

### Autres manifestations
Le retrait de l'inlandsis donne naissance à des paysages de vallées et lacs glaciaires (par exemple, lac Ladoga, lac Onega, en Russie ; Grands Lacs en Amérique du Nord) et de marais et tourbières (par exemple, marais du Nord au Québec).
L'inlandsis qui couvrait de nombreuses montagnes, y compris dans la zone intertropicale, laissa derrière lui des modelés d'accumulation et d'érosion tout à fait caractéristiques. Les eskers, drumlins et chenaux proglaciaires marquent de nombreux paysages dans les régions périglaciaires.
Dans les Alpes, de nombreuses stries glaciaires provoquées par le frottement des blocs contre les parois des vallées glaciaires sont visibles. Des blocs erratiques laissés là par le glacier lors de sa fonte sont aussi facilement observables. On voit également des restes de glaciers ainsi que des cirques, notamment ceux du Taillefer dans le massif éponyme, au-dessus de la vallée de la Romanche. Ils sont des parfaits exemples de cirques glaciaires, avec un verrou glaciaire immense.

### Sous-variations cycliques du climat durant la période glaciaire
On savait déjà que dans l'hémisphère Nord, cette période glaciaire, durant toute sa durée, a connu d'importantes oscillations climatiques (à l'échelle du millénaire et a priori induites par des variations dans la force de la circulation méridienne de retournement Atlantique, ainsi que par des variations d'albédo liée à la surface de glace de mer.
En 2021, on a confirmé l'existence d'une variabilité intermédiaire (à échelle décennale) documentée en Europe centrale à partir de l'étude des sédiments accumulés lors des 60 000 dernières années au fond de lacs profonds de plus de 20 mètres situés dans l'Eifel volcanique en Allemagne. Ces sédiments montrent des cycles climatiques multidécennaux (de 20 à 150 ans) qui ont persisté tout au long du dernier cycle glaciaire. Ces cycles semblent liés aux oscillations atlantiques multidécennales. En Europe centrale, cette variabilité multidécennale a été importante dans chacune des périodes interstadales chaudes, et plus faible à chaque périodes plus froide (sans doute à la suite de changements de circulation atmosphérique associés à l'affaiblissement de la circulation méridienne de retournement de l'Atlantique et à l'expansion de la couverture de glace de mer de l'Atlantique Nord durant ces périodes plus froides).

## Fin de cette glaciation

Retrait des glaces en Amérique du Nord.

La déglaciation se serait déroulée en cinq étapes, sur environ 8 000 ans. Elle s'est soldée par une hausse des températures d'environ 4 °C et une élévation du niveau marin d'environ 120 mètres :
- 19 000 ans AP : un réchauffement commence par toucher l'hémisphère Nord, au-dessus de 60° de latitude, à cause d'un léger changement orbital qui a rapproché la Terre du Soleil à l'été boréal. De plus, l'axe de rotation est incliné de sorte que l'hémisphère Nord bénéficie le premier du surplus d'ensoleillement. Ce réchauffement provoque la fonte des calottes glaciaires, entraînant un afflux d'eau douce dans l'Atlantique ;
- 16 500 ans AP : la circulation thermohaline de l'Atlantique s'arrête et la chaleur s'accumule au sud. Tandis que l'hémisphère Sud se réchauffe, l'hémisphère Nord se refroidit à nouveau ;
- 14 600 ans AP : le réchauffement gagne les hautes latitudes de l'hémisphère Sud, notamment l'Antarctique, ce qui provoque un dégazage massif du dioxyde de carbone accumulé dans les profondeurs de l'océan Austral[17]. L'excès de CO2 dans l'atmosphère produit un effet de serre qui constitue dès lors le moteur principal du réchauffement global. La moyenne de la température planétaire augmente malgré le refroidissement intense de l'Atlantique Nord ; la circulation de l'Atlantique se rétablit quand la débâcle des icebergs provenant de la baie d'Hudson se calme. Le réchauffement de la zone australe s'arrête pendant 2 000 ans tandis que l'hémisphère Nord (entre 30 et 60 degrés de latitude) se réchauffe ce qui accélère à nouveau la fonte des calottes de glace et conduit à une augmentation du niveau marin de 4 à 5 mètres par siècle[17] ;

Une étude basée sur la désintégration radioactive de l'uranium en thorium menée sur les coraux fossiles de Tahiti indique que, vers 14 600 ans AP, le niveau moyen des mers s'est élevé de 14 mètres en seulement 350 ans. L'épisode, désigné sous le terme anglais de Meltwater pulse 1A (impulsion de fonte 1A), a débuté vers 14 650 et s'est terminé vers 14 310. Durant ce laps de temps, le niveau marin est remonté de 12 à 22 mètres à Tahiti,
- Entre 12 900 et 11 700 ans AP, l'afflux d'eau douce et froide dans l'Atlantique Nord entraîne un second arrêt de la circulation thermohaline. L'hémisphère Nord se refroidit une seconde fois tandis que l'Antarctique se réchauffe.
- Vers 11 700 ans AP, la circulation atlantique se rétablit et les températures des différentes bandes de latitude se stabilisent doucement à des niveaux proches du climat actuel.

Ce scénario en cinq étapes, établi après une décennie de recherche en laboratoire, a été validé grâce au modèle de circulation générale du Centre américain de recherche atmosphérique et de l'université du Wisconsin qui peut simuler le comportement couplé de l'océan et de l'atmosphère sur une période d'une dizaine de millénaires.